# Saby Natonga
Saby Natonga – trener piłkarski z Vanuatu.

## Kariera trenerska
W 1996 oraz od lipca 2011 do maja 2012 prowadził narodową reprezentację Vanuatu. Obecnie jest wiceprezesem Związku Piłki Nożnej Vanuatu.